# Cabralia smilacis
Cabralia smilacis är en fjärilsart som beskrevs av Bourquin 1937. Cabralia smilacis ingår i släktet Cabralia och familjen nattflyn. Inga underarter finns listade i Catalogue of Life.